# Interface paralela

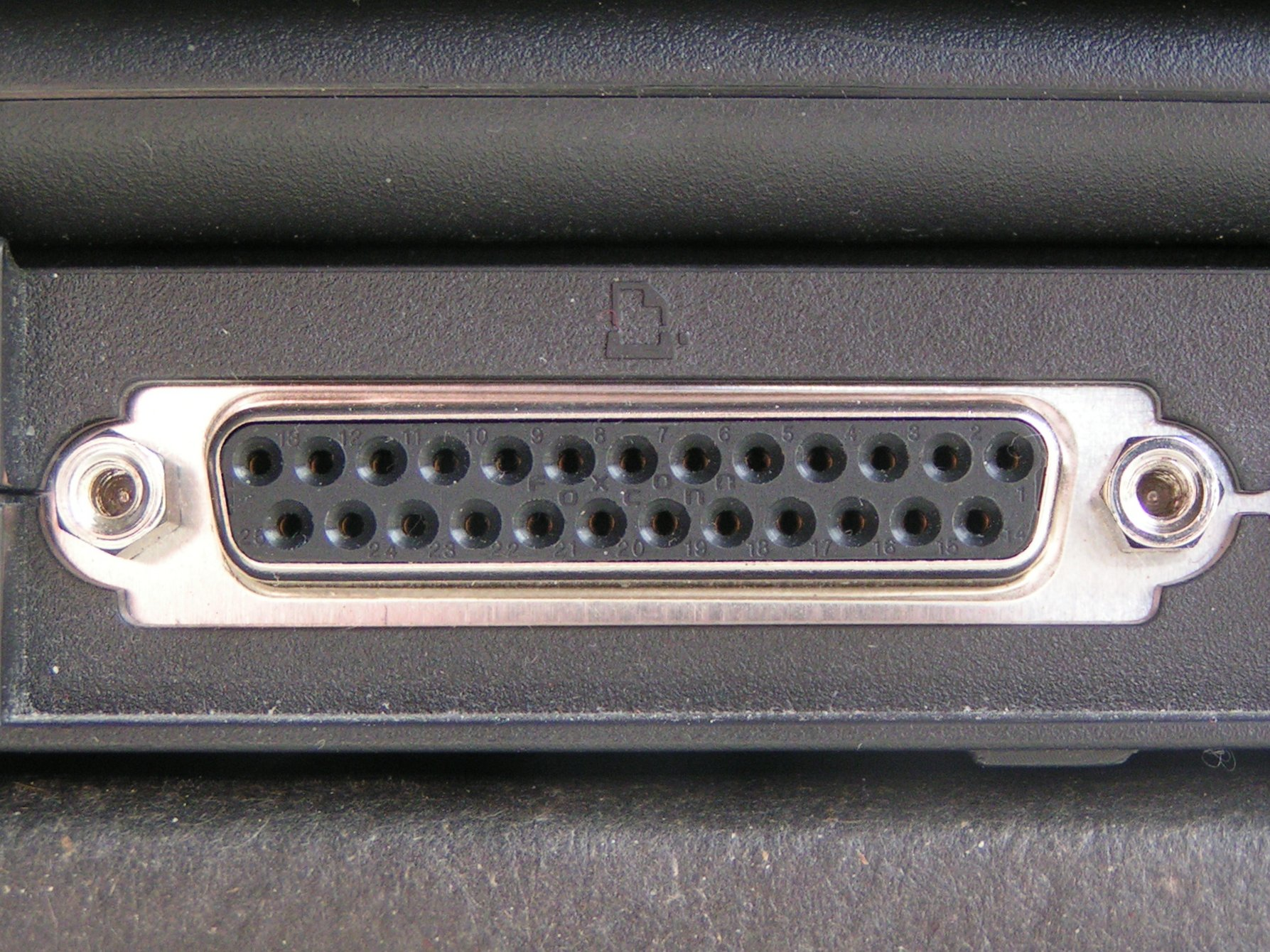
Uma porta paralela na traseira de um computador portátil Compaq N150.

A porta paralela é uma interface de comunicação entre um computador e um periférico. Quando a IBM criou seu primeiro PC ("Personal Computer" ou "Computador Pessoal"), a ideia era conectar a essa porta a uma impressora, mas atualmente, são vários os periféricos que se podem utilizar desta conexão para enviar e receber dados para o computador (exemplos: scanners, câmeras de vídeo, unidade de disco removível entre outros).
A partir do sistema operacional Windows 95 tornou-se possível efetuar comunicação entre dois computadores através da porta paralela, usando um programa nativo chamado "comunicação direta via cabo". Esta rede é muito simples de ser implementada, bastando apenas a utilização de um cabo DB25, conectado entre os dois computadores. É, no entanto, necessária uma configuração específica nos cabos para que a rede possa funcionar corretamente.

## Comunicação em Paralelo
Na comunicação em paralelo, grupos de bits são transferidos simultaneamente (em geral, byte a byte) através de diversas linhas condutoras dos sinais. Desta forma, como vários bits são inseridos simultaneamente a cada ciclo, a taxa de transferência de dados (throughput) é alta.